# آلبرتو اوندیانو ماینکو
آلبرتو اوندیانو ماینکو (با تلفظ اسپانیایی: [alˈβeɾto unˈdjano maˈʎeŋko])، زاده ۸ اکتبر ۱۹۷۳، داور اسپانیایی است که از سال ۲۰۰۴ به جمع داوران بین‌المللی پیوست.  

## قضاوت

### رقابت‌ها
او در سال ۲۰۰۷ رقابت‌های زیر ۲۰ سال جهان را سوت زد او بازی بین تیم‌های کانادا با شیلی و بازی فینال بین آرژانتین و جمهوری چک را سوت زد او تنها داور اسپانیایی در جام جهانی ۲۰۱۰ بود.

### جام جهانی ۲۰۱۰
او در جام جهانی ۲۰۱۰ فقط یک دیدار بین آلمان و صربستان را سوت زد و به خاطر قضاوت بحث بر انگیزش دیگر هیچ بازی را قضاوت نکرد.